# Gonomyia parinermis
Gonomyia parinermis är en tvåvingeart som beskrevs av Alexander 1940. Gonomyia parinermis ingår i släktet Gonomyia och familjen småharkrankar.
Artens utbredningsområde är Venezuela. Inga underarter finns listade i Catalogue of Life.